# Художньо-меморіальний музей Устияновичів
Художньо-меморіальний музей Устияновичів — освітньо-культурний заклад, що розташований у селі Вовків Львівського району Львівської області. Музей був відкритий 29 вересня 1991 року як філія Національного музею у Львові. Розташований музей у будинку колишньої плебанії — службового приміщення для священиків місцевої церкви, які впродовж багатьох років мешкали зі своїми родинами. В цій хаті, в родині священика Миколи Устияновича — знаного письменника та поета, народився Корнило Устиянович — відомий український художник та громадський діяч.
Умовно експозицію музею можна розділити на три частини: розділ, присвячений Миколі Устияновичу; розділ, де представлені матеріали про Корнила Устияновича та копії його картин («Шевченко на засланні», «Мазепа на переправі», «Бойківська пара», «Автопортрет» тощо), та матеріали, які розповідають про діяльність Франтішека Ржегоржа — чеського етнографа, якого називають «апостолом слов’янського єднання».
Територія музею — 1 гектар старого саду з фруктовими деревами, травами та квітами. Криниця на музейному подвір'ї є найглибшою в селі. У дерев'яному шпихлірі — колишньому приміщенні для збереження зерна — нині розташована етнографічна експозиція: народний одяг, ужиткові знаряддя праці, прялки, веретена, лампи, посуд, скрині та інше. Світлиця — частина колишньої стодоли — є приміщенням для виставок, творчих зустрічей, конференцій. Особливу атмосферу музею творить кухня в хаті-плебанії з давньою піччю — місце, де можна випити чаю чи молока, спекти яблуко з місцевого саду.